# Harry Scrivener
Harry Stanley Scrivener (Londra, 1º ottobre 1865 – Londra, 18 agosto 1937) è stato un tennista britannico.

## Biografia
Studente di legge dell'Università di Oxford, esordì nel tennis agonistico nel 1885, e si affermò presto come uno dei principali giocatori britannici. Partecipante al torneo di Wimbledon, nel singolare maschile raggiunse due volte i quarti di finale: nel 1888, perdendo contro Ernest Lewis (5-7, 3-6, 1-6), e nel 1890, venendo sconfitto da Joshua Pim (3-6, 10-12, 0-6). Nel doppio maschile invece, in coppia con Manliffe Goodbody, raggiunse le semifinali nel 1893, venendo infine sconfitto dai fratelli Herbert e Wilfred Baddeley (1-6, 4-6, 3-6).
Dopo il ritiro dall'agonismo, divenne un arbitro e soprattutto uno dei primi divulgatori tennistici, pubblicando testi di analisi tecnico-sportiva dei principali tennisti del tempo. Fu, inoltre, tra i fondatori della Lawn Tennis Association, massima federazione tennistica britannica. Durante la prima guerra mondiale si arruolò nel British Army, raggiungendo il grado di maggiore.